# دير أوتوبويرن

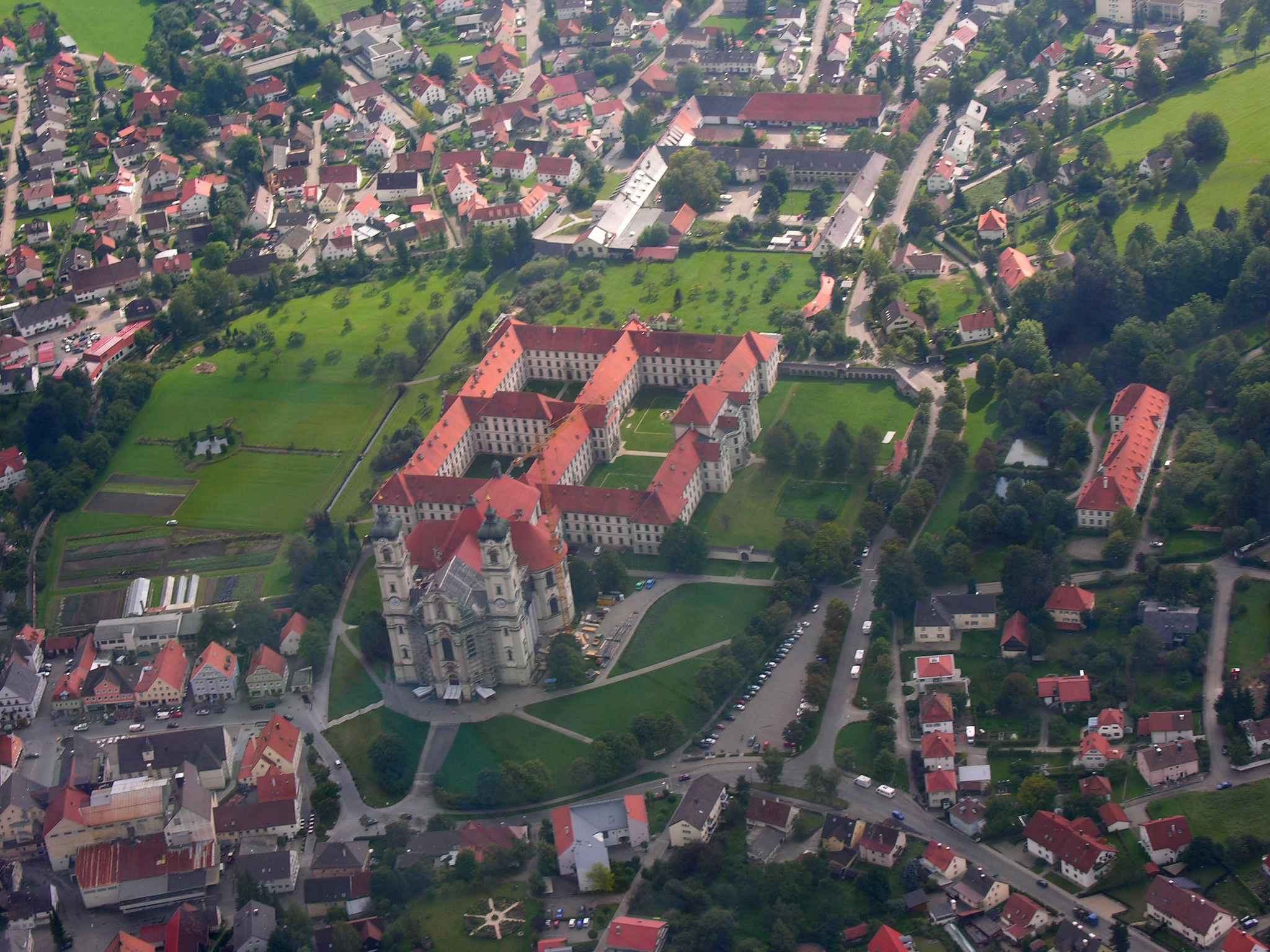
دير أوتوبويرن

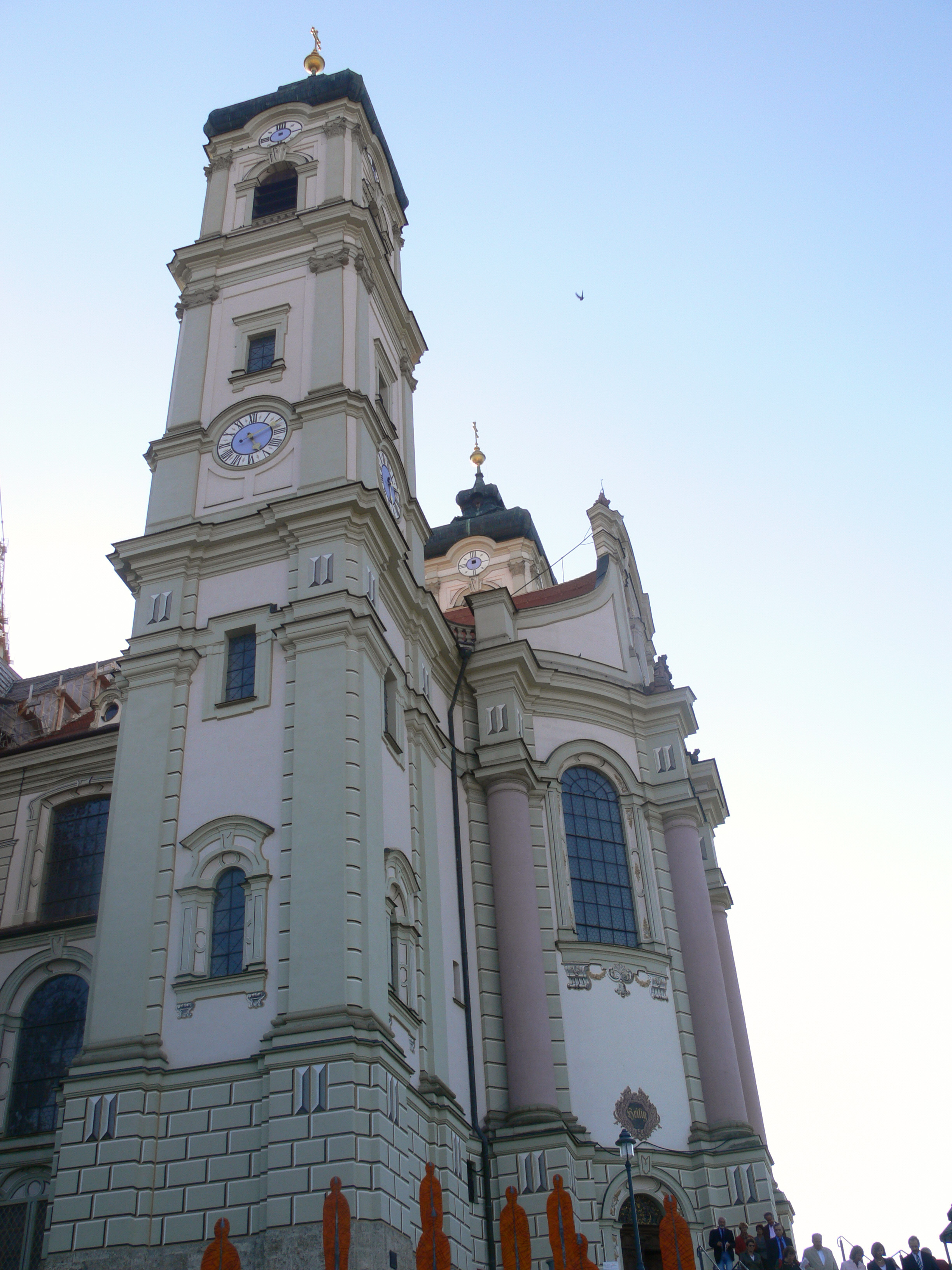
البرج الشرقي للدير

دير أوتوبويرن (بالألمانية: Kloster Ottobeuren) هو دير بندكتي يقع في بلدية أوتوبويرن Ottobeuren الألمانية، الواقعة بالقرب من مدينة ميمينجين في ألغوي البافارية في منطقة شفابيا العليا.
تأسس الدير لأول مرة سنة 764 وكرس لكل من الشهيدين المسيحيين ألكسندر برغامو Alexander of Bergamo و تادرس المشرقي.

## اقرأ أيضاً
- الإمبراطورية الكارولنجية